# Geomalacus malagensis
Geomalacus malagensis is een slakkensoort uit de familie van de Arionidae. De wetenschappelijke naam van de soort is voor het eerst geldig gepubliceerd in 1991 door Wiktor & Norris.